# Хани, Ахмед
Ахмед Хани (1650, Хаккяри — 1708, Баязид) — курдский поэт, философ и мыслитель, написавший поэму «Мам и Зин».

## Биография
Ахмед Хани родился в г. Баязиде. Племя ханийан, из которого поэт происходил, перекочевало в этот город из региона Хаккяри на юго-востоке современной Турции (св. Северный Курдистан) незадолго до его рождения. Большую часть жизни Ахмед Хани провел в родном городе, где на свои средства построил курдскую школу, которую сам же и возглавил.
Кроме поэмы «Мам и Зин», его перу принадлежит ряд лирических газелей, арабско-курдский словарь в стихах «Нубара бчук» — «Первый плод», «Акида имане» — «Кодекс веры», и несколько трактатов по поэтике и философии. Из материала самой поэмы «Мам и Зин» явствует, что Ахмед Хани был человек высокообразованный, владевший арабским, персидским и турецким языками и хорошо знакомый с литературой народов Ближнего Востока. При ближайшем знакомстве с поэмой перед нами предстает фигура замечательного поэта-патриота и гуманиста, проникнутого горячей любовью к своему народу и непоколебимой верой в его творческие силы.
Как человек образованный, Ахмед Хани не мог не видеть ущемленности курдов по сравнению с другими народами: «Различные народы обладают книгой. Одни лишь курды остались обойденными».
С сожалением поэт говорит о том, что в его время забыты литературные традиции курдов и что курдские поэты стали слагать свои стихи на персидском, арабском и турецком языках. Свою поэму Ахмед Хани создает на курдском языке для того, чтобы возродить эти традиции и возвысить курдский язык до уровня литературного, поставив его в один ряд с персидским, турецким и арабским.
Воздвинутый в его честь мавзолей в Баязиде, является местом паломничества почитателей курдского поэта.